# Manuscripta Mathematica
Manuscripta Mathematica is een internationaal, aan collegiale toetsing onderworpen wetenschappelijk tijdschrift op het gebied van de wiskunde. De naam wordt in literatuurverwijzingen meestal afgekort tot Manuscripta Math. Het tijdschrift is in 1969 opgericht en wordt uitgegeven door Springer Science+Business Media. Het verschijnt twee keer per jaar in twee gebundelde nummers.